# Repel (Frankrijk)
Repel is een gemeente in het Franse departement Vosges (regio Grand Est) en telt 70 inwoners (2011). De plaats maakt deel uit van het arrondissement Neufchâteau.

## Geografie
De oppervlakte van Repel bedraagt 3,4 km², de bevolkingsdichtheid is dus 20,6 inwoners per km².
De onderstaande kaart toont de ligging van Repel (Frankrijk) met de belangrijkste infrastructuur en aangrenzende gemeenten.

## Demografie
Onderstaande figuur toont het verloop van het inwonertal (bron: INSEE-tellingen).